# Xanthonia pilosa
Xanthonia pilosa är en skalbaggsart som beskrevs av Staines och Weisman 2002. Xanthonia pilosa ingår i släktet Xanthonia och familjen bladbaggar. Inga underarter finns listade i Catalogue of Life.